# 西彼杵郵便局
西彼杵郵便局（にしそのぎゆうびんきょく）は長崎県西彼杵郡時津町にある郵便局。民営化前の分類では集配普通郵便局であった。

## 概要
住所：〒851-2199 長崎県西彼杵郡時津町浜田郷465-1

## 沿革
- 1874年（明治7年）12月16日 - 時津郵便取扱所として開設[1]。
- 1875年（明治8年）1月1日 - 時津郵便局（五等）となる。
- 1885年（明治18年）10月1日 - 貯金取扱を開始。
- 1890年（明治23年）11月16日 - 為替取扱を開始。
- 1897年（明治30年）2月16日 - 時津郵便電信局となる。
- 1903年（明治36年）4月1日 - 通信官署官制の施行に伴い時津郵便局となる。
- 1962年（昭和37年）6月1日 - 国内欧文電報受付・配達および国際電報受付・配達の各業務を、長崎電報局に移管[2]。
- 1965年（昭和40年）9月26日 - 電話の加入および料金に関する簡易な事務を除く電話交換業務を、長崎電話局に移管。
- 1987年（昭和62年）12月15日 - 日並簡易郵便局の廃止に伴い、取扱事務を承継。
- 1997年（平成9年）
  - 10月13日
    - 特定郵便局から普通郵便局に局種別改定[3]するとともに、西彼杵郵便局に改称[4]。
    - 時津町浦郷に改称前の当局と同名の「時津郵便局」（無集配特定郵便局）が新設[5]。
    - 長与郵便局から集配業務を移管[6]。

  - 10月18日 - 西時津簡易郵便局の廃止に伴い、取扱事務を承継。
- 1999年（平成11年） - 外国通貨の両替および旅行小切手の売買に関する業務取扱を開始。
- 2007年（平成19年）10月1日 - 民営化に伴い、併設された郵便事業西彼杵支店に一部業務を移管。
- 2012年（平成24年）10月1日 - 日本郵便株式会社発足に伴い、郵便事業西彼杵支店を西彼杵郵便局に統合。

## 取扱内容
- 郵便、印紙、ゆうパック、内容証明
- 貯金、為替、振替、振込、国際送金、国債、投資信託
- 生命保険、バイク自賠責保険、自動車保険、がん保険、引受条件緩和型医療保険
- ゆうちょ銀行ATM
- 西彼杵郡時津町内および同郡長与町内の集配業務（郵便番号が851-21--の地域）
- ゆうゆう窓口

## 周辺
- 時津町立時津中学校
- 時津町立時津東小学校
- 長崎県立盲学校・長崎県立鶴南特別支援学校 時津分校
- 三菱電機長崎製作所
- イオン時津ショッピングセンター - 店内にゆうちょ銀行ATMがある。
- 時津港

## アクセス
- 長崎バス 浜田停留所下車
- 川平有料道路 井手園出入口から北東へ約2km
- 国道207号沿い
- 駐車場あり：24台